# 3-тя окрема бригада спеціального призначення (РФ)
3-тя окрема гвардійська Варшавсько-Берлінська Червонопрапорна орденів Суворова, Кутузова, Жукова бригада спеціального призначення (3 ОБрСпП, в/ч 21208) — з'єднання військ спеціального призначення Збройних сил Російської Федерації чисельністю у бригаду. Дислокується в Тольятті. Підпорядковане Головному розвідувальному управлінню Генерального Штабу Російської Федерації.
Військовослужбовці 3-ї окремої гвардійської бригади спеціального призначення брали участь в захопленні та окупації Криму, після чого брали участь у боях на Донбасі.

## Історія
Після розпаду СРСР у 1992 році 3-тя окрема гвардійська бригада спеціального призначення Радянської армії перейшла до складу Збройних сил Російської Федерації.

### Громадянська війна в Таджикистані
З 28 вересня по 24 листопада 1992 року оперативна група зі складу бригади брала участь у бойових діях в Таджикистані. Солдати бригади забезпечували розгортання 201-ї мотострілецької дивізії, охороняли військові та державні об'єкти, прикривали евакуацію американського посольства, супроводжували колони з гуманітарними вантажами.

### Перша чеченська війна
17 січня 1995 року 1-й батальйон (509-й озСпП) 3-й бригади за допомогою літаків Іл-76 був перекинутий в Моздок, після чого на БМП-1 висунувся колоною на Ханкалу.
Батальйон займався розвідкою околиць міста Аргун, в тому числі виявив брід, по якому надалі переправлялася техніка для оточення міста. У битві в районі села Комсомольське батальйон штурмом брав висоту, контрольовану противником.
У ніч з 20 на 21 березня 1995 року батальйон спільно з розвідротою 165-го полку морської піхоти захопили висоту 236,7 (гора Гойти-Корт), так почалася операція з роззброєння формувань в районі населених пунктів Аргун і Мескер-Юрт.
Надалі загін воював під Гудермесом і Шалі. З 31 травня 1995 року загін був виведений до місця постійної дислокації.

### Війна в Косово
Зведений загін бригади брав участь у миротворчій місії в Косові з липня 1999 року по жовтень 2001 року.
У 2001 році на базі бригади проводилися змагання з тактико-спеціальної підготовки на першість Збройних Сил Російської Федерації за участю представників збройних сил Білорусі.

### Друга чеченська війна
Підрозділи бригади брали участь у бойових діях з квітня 2002 року по січень 2007 року.

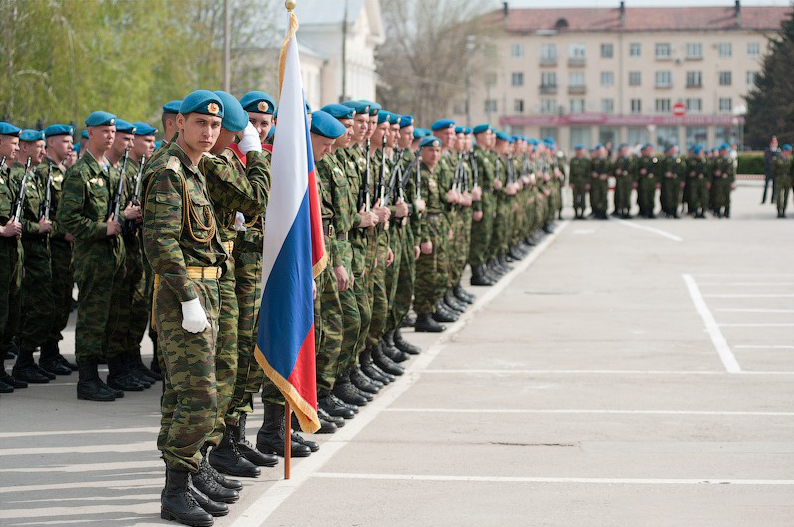
Бригада на параді, 9 травня 2011

З 21 липня 2001 року на базі 1-го батальйону бригади був сформований зведений загін, який до листопада 2004 року забезпечував охорону російських представництв в столиці Афганістану Кабулі.
У 2007 році 512-й окремий загін спеціального призначення брав участь у навчаннях «Мирна місія».
У 2010 році бригада передислокована з Рощинського в Тольятті (Центральний військовий округ), де розмістилася у військовому містечку розформованого Тольяттинского військово-технічного інституту.

### Збройна агресія Росії проти України
Військовослужбовці 3-ї окремої гвардійської бригади спеціального призначення перебували на території України починаючи з березня 2014 року. Саме 3-тя бригада була задіяна для штурму авіабази Бельбек 22 березня 2014 року. Потім підрозділи бригади деякий час дислокувались в окупованому Російською Федерацією Криму.
Після анексії Росією Криму спецназівців 3-ї бригади перекинули на Донбас і розмістили в Луганську. У боях за Луганський аеропорт брали участь бійці 3-ї бригади спецпризначення. Встановлено особи двох військовослужбовців, що брали участь у штурмі аеропорту 31 серпня 2014 року — Патока Олександр і військовослужбовець на прізвище Кривко.
Бійці бригади також брали участь у боях за Дебальцеве. Спецпризначенець Кривко був поранений під Санжарівкою.
16 травня 2015 року приблизно о 14:30 в зоні проведення АТО у районі Луганської ТЕС (м. Щастя Луганської області) сталося бойове зіткнення між підрозділом 92-ї окремої механізованої бригади (виконує завдання по охороні станції) з диверсійно-розвідувальною групою (чисельністю до 30 осіб) сил спеціального призначення ЗС РФ. У ході бою загинув боєць 92-ї бригади Вадим Пугачов та було поранено і взято в полон двох членів ДРГ, російських військовослужбовців, капітана ЗС Росії Єрофєєва Євгена Володимировича і сержанта Александрова Олександра Анатолієвича. У затриманих вилучено автомат АК (російського виробництва) та спеціальна 9-мм снайперська гвинтівка «Винторез». Затриманих доставлено до міської лікарні м. Краматорська Донецької області. У результаті допиту співробітниками ДКР зазначених осіб встановлена їхня приналежність до кадрового складу 3-ї окремої гвардійської бригади спеціального призначення ГРУ ГШ ЗС РФ. Додатково встановлені факти, що підтверджують російське громадянство затриманих, зокрема, їхні адреси проживання, навчання та роботи (в минулому), а також дані про близьких родичів, які проживають в РФ. За свідченнями капітана Єрофєєва Є. В. та сержанта Александрова О. А., вони прибули на підконтрольну бойовикам територію в березні 2015 р. у складі підрозділу своєї бригади і виконували бойові розвідувально-диверсійні завдання проти сил АТО. Бойовий наказ ДРГ під командуванням капітана Єрофєєва передбачав:
- проведення засідок та нападів на сили АТО;
- виявлення та знищення живої сили і техніки Збройних сил України;
- мінування території та встановлення фугасів поблизу населених пунктів і на шляхах руху сил АТО;
- кінцева мета — підготовка до збройного захоплення міста Щастя[3].

16 травня ДРГ, зокрема, було поставлено завдання провести розвідку території Луганської ТЕС, з'ясувати стан її охорони для подальшого захоплення підрозділами бойовиків «ЛНР».
Після захоплення в полон російських спецназівців, бойовики 2-го армійського корпусу розпочали мінометний обстріл, намагаючись таким чином знищити і українських вояків, й полонених росіян.
Оприлюднено фото документів, виданих «ЛНР» для прикриття участі військових РФ в конфлікті.
Російський інтернет-ресурс «Газета.ru.» відмовився від них, назвавши «бійцями народної міліції».
За даними Генштабу ЗСУ, після взяття у полон двох бійців 3-ї бригади спецназу ГРУ ГШ ЗС РФ інші військовослужбовці цієї частини 17.05.2015 були терміново виведені з зайнятих терористами міст Брянка і Луганська та перекинуті назад в Росію.
17 травня 2015 року підрозділи 3-ї окремої бригади спеціального призначення терміново виведені з території України, тимчасово захопленої бойовиками «ЛНР», до Росії.
Після проведеної оперативної роботи вдалося задокументувати деталі організації підрозділів вторгнення.
Встановлені СБУ військовослужбовці 3-ї окремої гвардійської бригади спеціального призначення ГРУ ГШ РФ, що брали участь у військових діях на території України:
| - підполковник рос. Парфенчик В. - майор рос. Антонов А. Ю. - майор рос. Анцыгин К. Ю. - майор рос. Бугаев В. А. - майор рос. Ларин А. В. - майор рос. Тангаев И. - капітан рос. Андреев И. С. - капітан рос. Григорьев А. А. - капітан рос. Жалнин А. В. - капітан рос. Леонов А. О. - капітан рос. Лукьянов Е. А. - капітан рос. Медведев В. М. - капітан рос. Одинцов В. В. - капітан рос. Попов В. - капітан рос. Попов В. П. - капітан рос. Родионов С. А. - капітан рос. Чувилин С. А. - ст. лейтенант рос. Абрамов А. И. - ст. лейтенант рос. Алинов А. Х. - ст. лейтенант рос. Горелов Д. В. - ст. лейтенант рос. Капустин Р. С. | - ст. лейтенант рос. Кобец И. С. - ст. лейтенант рос. Комиссаров В. А. - ст. лейтенант рос. Котышев И. М. - ст. лейтенант рос. Луконин Е. П. - ст. лейтенант рос. Холодов Е. А. - ст. лейтенант рос. Юкаев С. В. - лейтенант рос. Семенов М. А. - ст. прапорщик рос. Беляев Е. В. - ст. прапорщик рос. Зотов С. В. - ст. прапорщик рос. Киргизов А. Ю. - ст. прапорщик рос. Малышева Т. В. - ст. прапорщик рос. Поженин С. Ю. - ст. прапорщик рос. Телков А. А. - прапорщик рос. Бугаева Т. - прапорщик рос. Гаврилов А. А. - прапорщик рос. Зорин Д. Е. - прапорщик рос. Клочков В. Н. - прапорщик рос. Румянцев Н. Ю. - прапорщик рос. Сергеева Е. А. - прапорщик рос. Симакин В. А. - прапорщик рос. Суханов Д. В. | - прапорщик рос. Фазылов А. Р. - прапорщик рос. Фомин Н. В. - старшина рос. Оганисян Е. А. - ст. сержант рос. Чащин А. Д. - сержант рос. Кротов А. Ю. - сержант рос. Соколова Е. В. - мол. сержант рос. Гусленко О. - мол. сержант рос. Таранов И. А. - мол. сержант рос. Шишова М. В. - єфрейтор рос. Рублева К. А. - рос. Белов А. М. - рос. Болдырев А. В. - рос. Железцов А. Н. - рос. Зиновьева И. А. - рос. Клочков А. С. - рос. Мишунин А. Н. - рос. Монахов В. В. - рос. Садретинов И. С. - рос. Туманов А. В. - рос. Тюкилин - рос. Евгений Курносов, д.н. 23.02.1992, родом з Челябінська |

За період від березня 2014 року по травень 2015 року було принаймні 4 ротації особового складу бійців 3-ї окремої гвардійської бригади, що перебували на території України, під час кожної з котрих на Україну було введено приблизно по 200 військовослужбовців.
Задокументовано такі факти перебування підрозділів 3-ї окремої гвардійської бригади на території України:
- з 15 жовтня 2014 року по 19 листопада 2014 року — Луганська область;
- з 19 грудня 2014 року по 19 січня 2015 року — Луганська область;
- 18 лютого 2015 року — місто Молодогвардійськ Луганської області[3].

Остання ротація підрозділів 3-ї окремої гвардійської бригади в Україні виглядала так:
- 19 березня 2015 року батальйонна група 2-го батальйону 3-ї окремої бригади спеціального призначення в кількості близько 220 бійців прибула на аеродром міста Міллерово Ростовської області РФ;
- 20 березня 2015 року з польового табору, розміщеного у населеному пункті Долотинка[ru], розпочато перекидання особового складу групи на територію України. Термін «відрядження» — до червня 2015 року;[3][27]
- 26 березня 2015 року капітан Єрофєєв та сержант Александров в складі батальйонної групи перейшли російсько-український кордон[29];
- 16 травня 2015 року капітан Єрофєєв та сержант Александров потрапили в український полон;
- 17 травня 2015 року підрозділи 2-го батальйону, розташовані у містах Луганськ та Брянка, піднято по тривозі та терміново виведені на територію Росії;[30][3][27]
- 18 травня 2015 року військово-транспортний літак Іл-76 з аеродрому «Міллерово» в екстреному порядку евакуював бійців 3-ї бригади до Самари.[3][27]

2-й батальйон 3-ї окремої гвардійської бригади спеціального призначення під час перебування в Україні в період з 19.03.2015 по 17.05.2015 мав таку структуру:
- командир (тимчасовий виконувач обов'язків[32]) 2-го батальйону — майор Напольських Костянтин Миколайович, випускник КВВКУ[ru][32], позивний «Фагот», у його підпорядкуванні близько 220 бійців, а саме:
  - 3 роти по 4 розвідгрупи в кожній, разом 12 диверсійно-розвідувальних груп;
  - рота зв'язку;
  - мінно-підривна рота;
  - рота забезпечення.

30 вересня 2022 року група військовослужбовців бригади була знищена під час відступу російських військ з Лиману. Дослідники Російської служби Бі-бі-сі відзначили підтвердження у відкритих джерелах загибелі як мінимум дев'ятьох вояків і одного важко пораненого.

## Склад бригади
- управління бригади (в/ч 21208);
- 330-й окремий загін спеціального призначення (рос. отдельный отряд специального назначения, ооСпН) (2-й батальйон, в/ч 33473);
- 501-й окремий загін спеціального призначення;
- 503-й окремий загін спеціального призначення (в/ч 21209);
- 509-й окремий загін спеціального призначення (1-й батальйон, в/ч 21353);
- 510-й окремий загін спеціального призначення;
- 512-й окремий загін спеціального призначення;
- школа молодших спеціалістів (шмс);
- рота матеріального забезпечення (рос. рота материального обеспечения, рмо);
- рота спеціального озброєння (рос. рота специального вооружения, рсв), (в 2000-му році відтворена);
- авторота;

День частини — 26 березня.

## Командування
- гвардії підполковник Чернецький Олександр Артемович (січень 1992 — вересень 1995);
- гвардії полковник Козлов Володимир Андрійович (вересень 1995 — серпень 2003);
- гвардії полковник (з 2005 — генерал-майор) Керса Олексій Миколайович (серпень 2003 — липень 2010);
- гвардії полковник Щепін Сергій Анатолійович (липень 2010 — теперішній час).

## Втрати
За відкритими джерелами, бригада перебуває у числі тих, що зазнали найбільших втрат з числа підрозділів армійського спецназу, який брав участь у війні проти України. На квітень 2023 року бригада втратила щонайменше 60 солдатів та офіцерів.